# Cochise-Kultur
Als Cochise-Kultur wurde um die Mitte des 20. Jahrhunderts eine vermutete indianische Kultur im heutigen Südwesten der Vereinigten Staaten bezeichnet. Nach verschiedenen Vorstellungen sollte sie in der Archaischen Periode von etwa 5000 v. Chr. bis 2000 v. Chr. oder auch mit einem wesentlich früheren Beginn bis zu 12.000 v. Chr., dann auch die Paläoindianer umfassend angesiedelt sein. Sie sollte den Wandel der Indianer jener Gegend von Jägern und Sammlern zu sesshaften Bauern durch Übernahme der Ackerbaukultur von Nutzpflanzen wie Sonnenblumen, Bohnen, Mais, Kürbisse und Baumwolle aus Mexiko markieren. Aus der Cochise-Kultur sollten die Hohokam-, Mogollon- und Anasazi-Kultur entstanden sein.
Die Zuordnung der archäologischen Funde aus dem Zeitraum zu einer einheitlichen Kultur und der Begriff gelten als überholt und werden seit dem späten 20. Jahrhundert nicht mehr verwendet.